# Parco etnografico di Rubano
Il parco etnografico di Rubano  è una struttura pubblica del comune di Rubano in provincia di Padova. Sorge su parte dell'area che ospitava un tempo una cava di sabbia, ed oggi è divenuto un centro di produzione culturale, di riscoperta del territorio, di valorizzazione delle tradizioni culturali e dell'ambiente del Veneto.
In questo senso, si può dire che rappresenti un esempio di come un'attività inquinante e deturpante dell'ambiente possa essere recuperata ad una funzione di utilità sociale.

## Gestione del Parco
La gestione del Parco è stata affidata, dopo 10 anni di avvio e gestione da parte della Cooperativa Sociale Terra di Mezzo dall'anno 2010, ad una associazione temporanea di imprese tra la cooperativa sociale Coislha di Padova, la cooperativa sociale La Bottega dei Ragazzi di Padova, e la Patavium Vivai di Rubano.

## Dotazioni e servizi
Nella vasta area sono disponibili:
- sala conferenze multimediale;
- sale per compleanni;
- sala mostre;
- Osteria al Parco (ristorazione tipica veneta) e bar con prodotti equo-solidali;
- forno del pane;
- Casón (rustico edificio della tradizione colonica veneta, ora adibito a museo della civiltà contadina);
- orti sociali;
- area giochi per bambini;
- recinti per animali.

Parte dell'area della ex-cava attorno al laghetto rimane tuttoria di proprietà privata.

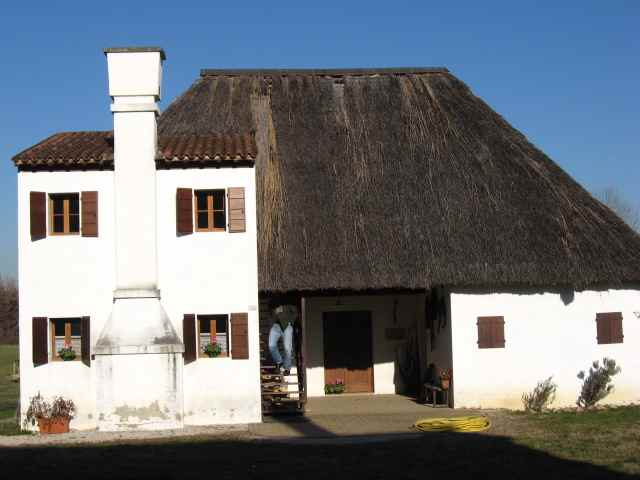
Il Casón, veduta frontale.

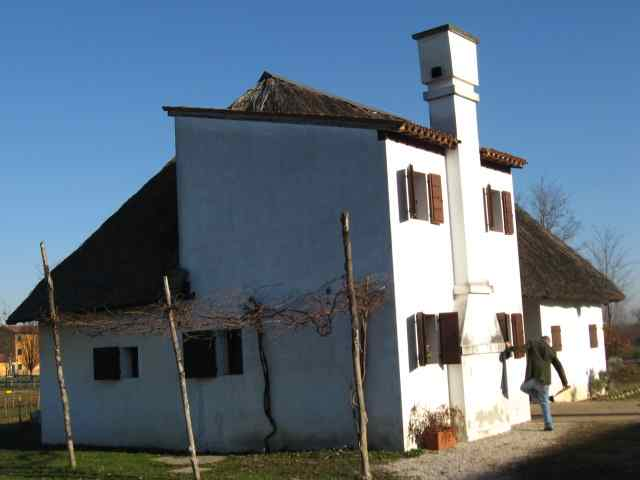
Il Casón, veduta di tre quarti.

Buona parte delle attività educative del Parco etnografico sono rivolte al mondo della scuola.